# Tetsuya Chiba
Tetsuya Chiba (jap. 千葉 徹彌 lub ちばてつや Chiba Tetsuya; ur. 11 stycznia 1939 w Tokio, Japonia) – rysownik mang.

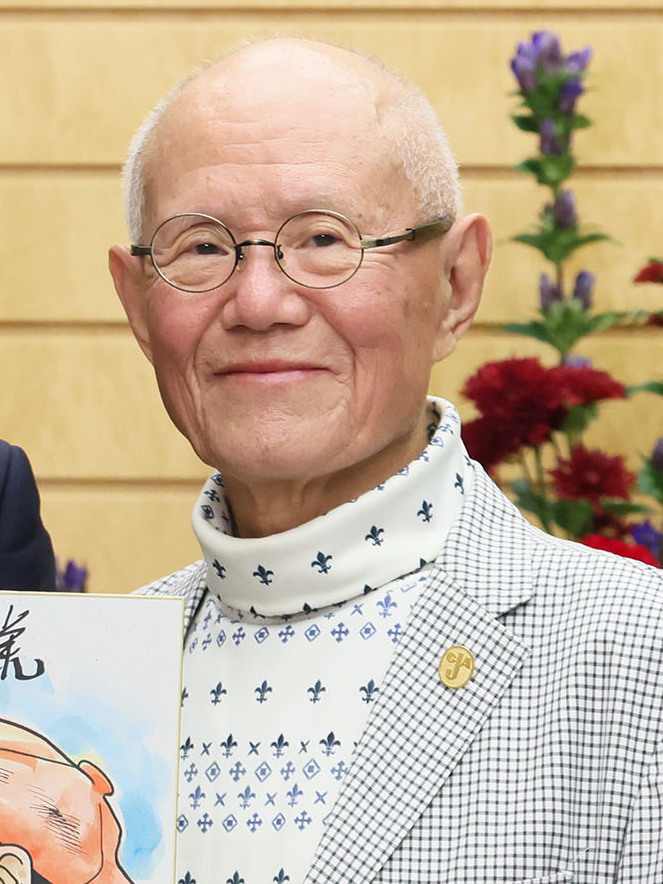

Większą część dzieciństwa spędził w Mandżurii (byłej kolonii z okresu drugiej wojny chińsko-japońskiej). Jego ojciec pracował w fabryce wyrobów papierowych. Jego młodszy brat, Akio Chiba, jest także mangaką. Jego pierwsze prace są nadal popularne i dodrukowywane. 

## Prace
- Chikai no Makyū
- 1•2•3 to 4•5•Roku
- Shidenkai no Taka
- Harisu no Kaze
- Misokkasu
- Ashita no Joe
- Akane-chan
- Hotaru Minako
- Ore wa Teppei
- Notari Matsutarō
- Ashita Tenki ni Naare
- Shōnen yo Racket o Idake